# زمالة التوحيديون والكونيون المسيحية
زمالة التوحيديون والكونيون المسيحية (بالإنجليزية: Unitarian Universalist Christian Fellowship)‏ هي المجموعة الرئيسية التي تخدم المسيحيين الموحدين العالميين ضمن رابطة الكونيين الموحدين في الولايات المتحدة. تأسست UUCF في عام 1945، وتعود جذورها إلى الحركة المسيحية الكونية والتوحيدية. ويقع المكتب الرئيسي للزمالة في تورلي، أوكلاهوما، الولايات المتحدة الأمريكية. تملك الزمالة مجلة خاصة فيها تنشر كل ثلاثة أشهر (في عيد الميلاد، وعيد القيامة وعيد العنصرة). الرئيس الحالي للمنظمة هو رئيسهم القس بيتسي سيشرمان.